# The Wicker Man (2006)
The Wicker Man (bra: O Sacrifício; prt: O Escolhido) é um filme teuto-estadunidense de 2006, um remake do filme homônimo de 1973.

## Sinopse
Após presenciar um trágico acidente diante do qual nada pôde fazer, o policial Edward Malus (Nicolas Cage) fica abalado psicologicamente. Recebe então uma carta de sua ex-noiva, que o abandonara anos atrás sem explicações. Ela pede ajuda: sua filhinha, Rowan (Erika-Shaye Gair), desapareceu em Summerisle, uma ilha isolada na costa do estado americano de Washington. Lá ele se vê cercado por uma série de estranhos eventos, que vão se tornando cada vez mais grotescos à medida que avançam os preparativos para a festa anual da colheita promovida pela comunidade. Até que Edward é surpreendido por um encontro com o Homem de vime.

## Elenco
- Nicolas Cage .... Edward Malus
- Ellen Burstyn .... Irmã Summersisle
- Kate Beahan .... Irmã Willow
- Frances Conroy .... Dr. Moss
- Molly Parker .... Irmã Rose / Irmã Thorn
- Leelee Sobieski .... Irmã Honey
- Diane Delano .... Irmã Beech
- Michael Wiseman .... Pete
- Erika-Shaye Gair .... Rowan
- Sophie Hough .... Daisy
- David Purvis .... Ivy
- James Franco
- Jason Ritter

## Principais prêmios e indicações
Framboesa de Ouro
- Recebeu cinco indicações, nas categorias de pior filme, pior ator (Nicolas Cage), pior dupla (Nicolas Cage e seu casaco de urso), pior roteiro e pior remake ou imitação barata.[4]